# David White
David A. R. White (Dodge City 12 de maig de 1970) és un actor estatunidenc així com un productor, escriptor i director de cinema. Es va criar en un petit poble agrícola que es troba prop de Dodge City, Kansas. És cofundador de Pure Flix Entertainment, una companyia de distribució i producció especialitzada en pel·lícules temàtiques cristianes. La primera pel·lícula de la companyia fou Hidden Secrets. Està casat amb l'actriu i productora Andrea Logan, que va exercir el paper de la seva esposa en la pel·lícula de 2009 In the Blink of an Eye.